# Tilbeşar
Tilbeşar (auch Tell Baschir, Turbessel) ist eine mittelalterliche Festung im Südosten der Türkei. Weitere Namen sind Seraser Hissar, Seleser Hissar und Kızıl Hissar. Es wird mit dem aramäischen Bischri identifiziert.

## Lage
Tell Baschir liegt südlich von Gaziantep im Kreis Oğuzeli an einem Nebenfluss des Euphrat 1 km südöstlich des Dorfes Gündoğan. Die mittelalterliche Burg steht auf einem Siedlungshügel (Tell) von ca. 6 ha Fläche (180 × 320 m), der seit der Halafzeit besiedelt war. Die Unterstadt weist im Süden, Osten und Westen Tore auf.
Die heutige Ruine spielte zu Beginn der Kreuzzüge und in der Grafschaft Edessa eine bedeutende Rolle. Sie liegt am rechten Ufer des Euphrat und ist wegen der Nähe zur Furt bei Karkemisch strategisch bedeutend.

## Geschichte
Zu Beginn des Winters 1097 wurde Turbessel von Balduin von Boulogne erobert, wo er zum Jahreswechsel das Angebot des Thoros von Edessa erhielt, ihn zu adoptieren und als Erben einzusetzen – der armenische orthodoxe Christ Thoros benötigte Balduins Hilfe bei der Abwehr der Muslime. Balduin wollte mehr, als nur als Söldner dienen. Nach Thoros Tod, an dem er nicht unbeteiligt war und der folgenden Gründung der Grafschaft Edessa im Jahr 1099 war die Festung ein wichtiger Außenposten gegen die Seldschuken.
Balduin von Bourcq ernannte, nachdem Balduin I. im Jahr 1100 König von Jerusalem und er Graf von Edessa geworden war, seinen Vetter Joscelin von Courtenay zum Kommandeur von Turbessel, was die Bedeutung der Festung erneut unterstreicht.
Als im Jahr 1144 die Grafschaft Edessa bis zum Euphrat hin, und damit auch die Hauptstadt Edessa, an Zengi verloren ging, floh Graf Joscelin II. nach Turbessel, von wo aus er die westlich des Euphrats liegenden Reste der Grafschaft verteidigte.
Im Jahr 1149 scheiterte der Zweite Kreuzzug, Joscelin II. geriet in Gefangenschaft Nur ad-Dins, wo er 1159 auch starb. Seine Frau verkaufte die Reste der Grafschaft, vor allem die Festung Turbessel, an den byzantinischen Kaiser Manuel I. Komnenos, der sie aber bereits im Juli 1151 nach einer längeren Belagerung an Nur ad-Din verlor. Die Burg wurde 1263 durch die Mongolen zerstört.

## Forschungsgeschichte
B. B. Charles beschrieb den Siedlungshügel bereits 1905. Er identifizierte Tore im Osten und Westen und hielt ihn, wegen Mauer-Quadern aus schwarzem Basalt, für eine hethitische Anlage. Bei dem Osttor lag das Grabmal des Kara Baba (Schwarzer Vater).
Die ersten Surveys fanden durch Hans Henning von der Osten (1899–1960) in den zwanziger Jahren statt. 1994–1995 führte Christine Kepinski-Lecomte einen Survey der Umgebung durch. Sie fand im Burghügel Scherben und anderes Material, die eine Nutzung seit der Obed- und Halafzeit belegen. Besonders Keramik der mittleren Bronzezeit ist reich vertreten.